# 李向群
李向群（1978年？—1998年8月22日），海南瓊山人。1996年12月參加中國人民解放軍，廣州軍區某集團軍“塔山守備英雄團”九連一班战士。1998年中国水灾期间，8月5日，李向群隨部队隊赴湖北荆州抗洪搶險，14日在抗洪搶險前線加入中國共產黨。在公安縣南平鎮堤段的抗洪保衛戰中，他帶病堅持搶險，先後4次暈倒在大堤上，終因勞累過度，搶救無效，於1998年8月22日逝世，年僅20歲。 
李向群犧牲後，中共中央總書記、國家主席、中央軍委主席江澤民簽署命令，授予李向群「新時期英雄戰士」榮譽稱號，並親筆題詞：「努力培養和造就更多的李向群式的英雄戰士」。其畫像與張思德、董存瑞、黃繼光、邱少雲、雷鋒、蘇寧、楊業功等7名英模畫像並列懸掛在全军和武警部队各連級以上單位俱樂部。